# Nowy cmentarz żydowski we Włoszczowie
Nowy cmentarz żydowski we Włoszczowie – kirkut mieści się przy skrzyżowaniu ul. Jana III Sobieskiego i Reja. Data jego powstania jest nieznana. Ostatni pochówek odbył się w 1942. W czasie Holocaustu został zniszczony przez nazistów. Na terenie kirkutu Niemcy w latach 1940-1943 rozstrzeliwali miejscowych Żydów. Na ich mogiłach ustawiono w latach 1947-1949 nagrobki. Zachowało się kilka macew z polskimi napisami oraz fragmenty nagrobków z XIX wieku.